# Francesco Durante (scrittore)
Francesco Durante (Anacapri, 25 settembre 1952 – Capri, 3 agosto 2019) è stato un giornalista, critico letterario, storico della letteratura, scrittore, traduttore e direttore artistico italiano.

## Biografia
Nato sull'isola di Capri, trascorse infanzia e adolescenza in Friuli e si laureò in Letteratura italiana all'Università degli Studi di Padova. 
La sua carriera di scrittore iniziò nel 1974 quando venne assunto come giornalista dal quotidiano Messaggero Veneto di Udine; proseguì quindi nelle redazioni dei quotidiani Il Piccolo di Trieste e Il Mattino di Napoli dove lavorò prima come cronista, poi come inviato e articolista. 
Negli anni ottanta, ormai giornalista affermato, diventò redattore capo di tre periodici femminili: Grazia, D - la Repubblica delle donne e Marie Claire. Tra il 2001 e il 2012 fu a capo della redazione di Napoli del quotidiano Corriere del Mezzogiorno.
Tra il 1988 e il 1992 ricoprì anche il ruolo di direttore editoriale della Casa Editrice Leonardo di Leonardo Mondadori. 
Insegnò Cultura e Letteratura degli Italiani d'America all'Università Suor Orsola Benincasa di Napoli, dopo essere stato docente di Letteratura comparata all'Università degli Studi di Salerno. 
Fece parte del comitato scientifico della rivista “Altreitalie” e fu “Joseph G. Astman distinguished conference scholar” di Hofstra University.
Apprezzato anche come traduttore dall'inglese sono sue le versioni italiane di sette libri di John Fante, dei primi due romanzi di Bret Easton Ellis, delle poesie di Raymond Carver, di scritti vari di William Somerset Maugham, William Dean Howells, Bayard Taylor, George Arnold, Dan Fante. 
Nel 2001 e 2005 pubblicò con Mondadori i due volumi della prima storia e antologia completa della letteratura italoamericana dal titolo Italoamericana. Storia e letteratura degli italiani negli Stati Uniti, che Robert Viscusi, presidente della Italian American Writers Association, ha definito “una bomba atomica nel campo degli studi italoamericani”.
Nel 2003 la Mondadori lo nominò curatore di due “Meridiani”: “Romanzi e racconti” di John Fante (2003) e “Opere” di Domenico Rea (2005). 
Per il teatro, curò con il regista Davide Livermore “Italoamericana”, uno spettacolo tratto dal suo omonimo libro andato in scena al Teatro Gobetti di Torino nel novembre 2011 con gli attori Sax Nicosia e Tony Laudadio, e il recital musicale “Una notte a Little Italy” (Teatro Sancarluccio, Napoli 2014), con l'attore Tony Laudadio e i musicisti Federico Odling e Vittorio Ricciardi.
Nel 2013 gli venne affidato l'incarico di Direttore Artistico del Festival Salerno Letteratura, incarico che ha mantenuto fino alla sua scomparsa. Nel 2013 dette vita anche al Premio Salerno libro d'Europa, attribuito da allora ogni anno scrittori europei con meno di quarant'anni d'età. Fu anche membro dello staff dei curatori del Festival delle Generazioni di Firenze e presidente della giuria del Premio Letterario “John Fante” annesso al Festival “Il dio di mio padre” di Torricella Peligna. 
Negli ultimi anni pubblicò fra l'altro due libri di successo su Napoli:“Scuorno (vergogna)” e “I napoletani”, nonché, con Rudolph J. Vecoli, “Oh Capitano! La vita favolosa di Celso Cesare Moreno in quattro continenti,1831-1901”.
Nel gennaio del 2016 entrò a far parte dell'Oplepo, l'Opificio di Letteratura Potenziale.
È morto a Capri il 3 agosto 2019 all'età di 66 anni.

## Opere
- Donnacrapa Catoblepa, Collana Harpa, La Conchiglia, 1993.
- Il richiamo azzurro. Storia letteraria dell'isola di Capri, Collana Hatyidae n.25, La Conchiglia, 2000, ISBN 978-88-864-4333-3.
- Italoamericana. Storia e letteratura degli italiani negli Stati Uniti, 1776-1880, vol. I, Collana Varia saggistica n.20, Milano, Mondadori, 2001, ISBN 978-88-043-7450-3.Premio Procida-Isola di Arturo-Elsa Morante[9]
- Figli di due mondi. Fante, Di Donato & C: narratori italoamericani degli anni Trenta e Quaranta, Avagliano, 2003.
- Italoamericana. Storia e letteratura degli italiani negli Stati Uniti, 1880-1943, vol. II, Collana Varia saggistica, Milano, Mondadori, 2005, ISBN 978-88-045-4380-0.
- Scuorno (vergogna), Collana Scrittori italiani e stranieri, Milano, Mondadori, 2008, ISBN 978-88-045-8260-1.
- I napoletani, Collana Bloom n.51, Vicenza, Neri Pozza, 2011, ISBN 978-88-545-0529-2.
- Storia e letteratura degli italiani negli Stati Uniti. La scena di Little Italy, Collana Saggistica, Napoli, Tullio Pironti, 2013, ISBN 978-88-793-7625-9.
- Oh Capitano! La vita favolosa di Celso Cesare Moreno in quattro continenti, 1831-1901, con Rudolph J. Vecoli, Collana Gli specchi, Venezia, Marsilio, 2014, ISBN 978-88-317-1801-1.
- Italoamericana. The Literature of the Great Migration, Fordham University Press, 2014.
- La letteratura italoamericana. Storia, autori e opere dal '700 a oggi, Collana Saggi n.89, Brescia, La Scuola, 2017, ISBN 978-88-372-3108-8.
- Camillo & Son. Vita e morte di due grandi giornalisti tra Italia e America, Lanciano (CH), Carabba, 2019, ISBN 978-88-634-4570-1. (Premio speciale ai Premi Flaiano 2020)

### Altro
- Giuseppe Galasso, Il Regno di Napoli, Intervista a cura di F. Durante, Collana Piccola Biblioteca, Vicenza, Neri Pozza, 2019, ISBN 978-88-545-1845-2.